# 3일의 휴가
3일의 휴가(Our Season)는 한국에서 제작된 육상효 감독의 2023년 12월 6일 개봉된 드라마, 판타지 영화이다. 김해숙, 신민아, 강기영, 황보라, 박명훈등이 주연으로 출연하였다.

## 기획의도
하늘에서 3일의 휴가를 받아 내려온 엄마 ‘복자(김해숙 분)’가 딸‘진주(신민아 분)’의 곁에서 지내며 벌어지는 기적 같은 순간을 담은 판타지 드라마

## 제작진

### 제작사
- 글뫼㈜

### 배급사
- 쇼박스

### 감독
- 육상효

### 각본
- 유영아 : ( 영화 《1724 기방난동사건》(공동각색), 영화 《웨딩드레스》(각본), 영화 《친정엄마》(공동각색), 영화 《오직 그대만》(공동각색), tvN 월화 특별기획 드라마 《버디버디》(공동집필), 영화 《코리아》(공동각본), 영화 《타워》(공동각색), 영화 《7번방의 선물》(각색), 도서 《파파로티》(집필), 영화 《파파로티》(각본), 영화 《스파이》(공동각색), 영화 《톱스타》(공동각색), 영화 《노브레싱》(공동각본), 영화 《열한시》(공동각색), 영화 《캐치미》(각색), 드라마 《예쁜 남자》(집필), 영화 《상의원》(공동각색), 영화 《좋아해줘》(각본), 도서 《형》(집필), 영화 《국가대표 2》(공동각본), 영화 《형》(각본), SBS 드라마 스페셜 《딴따라》(집필), 영화 《사랑하기 때문에》(공동각색), 영화 《너의 결혼식》(공동각색), 드라마 《남자친구》(집필), 영화 《82년생 김지영》(각본), 도서 《남자친구 1,2권》(집필), 영화 《미스터 주: 사라진 VIP》(공동각색), 영화 《스물여든》(각본), 영화 《니 부모 얼굴이 보고 싶다》(공동각본), JTBC 수목 미니시리즈 《서른, 아홉》(집필), 도서 《서른아홉 1,2권》(집필), JTBC 주말 미니시리즈 《신성한, 이혼》(집필)

## 출연

### 주연
- 김해숙 : 박복자 역 (젊은 시절 : 배해선)
- 신민아 : 방진주 역 (아역 : 박예린, 학생 시절 : 김현수)

### 조연
- 강기영 : 가이드 역
- 황보라 : 미진 역
- 차미경 : 춘분 역
- 김주헌 : 하 대리 역
- 김기천 : 김 노인 역
- 정경호 : 박 사장 역
- 주석제 : 외삼촌 역
- 결휘 : 대식 역
- 염지영 : 은희 역
- 민경옥 : 할매 역
- 강정윤 : 주선자 역
- 박옥출 : 아줌마 역
- 이노아 : 여자 손님 역
- 정라엘 : 맥도날드 알바생 1 역
- 박정언 : 외숙모 역
- 오운수 : 도서관 사서 역
- 박명훈 : 용식 역 (특별 출연)
- 박현숙 : 정신과 의사 역 (특별 출연)
- 김영재 : 민욱 역 (특별 출연)